# Puchar CEV w piłce siatkowej mężczyzn (1980/1981)
Puchar CEV siatkarzy 1980/1981 – 1. sezon Pucharu CEV rozgrywanego od 1980 roku, organizowanego przez Europejską Konfederację Piłki Siatkowej (CEV) w ramach europejskich pucharów dla męskich klubowych zespołów siatkarskich "starego kontynentu".

## Drużyny uczestniczące
Ze względu na brak danych lista nie obejmuje wszystkich drużyn uczestniczących w rozgrywkach.
| Państwo  | Kluby                           |
| -------- | ------------------------------- |
| Belgia   | Kruikenburg Ternat              |
| Belgia   | VC Hörmann Genk                 |
| Holandia | Zaan '69                        |
| Izrael   | Maccabi Tel Awiw                |
| Francja  | AS Grenoble                     |
| Francja  | AS Cannes                       |
| RFN      | VBC Paderborn                   |
| Turcja   | Hisarbank Karadenizspor Sakarya |
| Włochy   | Amaro Più Loreto                |
| Włochy   | Santal Parma                    |

## Rozgrywki

### I runda
Ze względu na brak danych sekcja nie obejmuje wszystkich meczów, które zostały rozegrane w ramach I rundy.
| Data       | Drużyna 1                       | Wynik | Drużyna 2          | 1     | 2     | 3     | 4    | 5 | *      |
| ---------- | ------------------------------- | ----- | ------------------ | ----- | ----- | ----- | ---- | - | ------ |
| 12.12.1980 | Hisarbank Karadenizspor Sakarya | 3:1   | Zaan '69           | 15:10 | 11:15 | 15:10 | 15:4 |   | raport |
| 21.12.1980 | Hisarbank Karadenizspor Sakarya | 0:3   | Zaan '69           | 10:15 | 8:15  | 4:15  |      |   | raport |
| 12.12.1980 | VC Hörmann Genk                 | 3:0   | Güney Sanayi Adana | ?     | ?     | ?     |      |   |        |
| 21.12.1980 | VC Hörmann Genk                 | 2:3   | Güney Sanayi Adana | ?     | ?     | ?     | ?    | ? |        |
| ?          | VBC Paderborn                   | ?     | ?                  |       |       |       |      |   |        |
| ?          | VBC Paderborn                   | ?     | ?                  |       |       |       |      |   |        |

### Ćwierćfinały
| Data       | Drużyna 1          | Wynik | Drużyna 2        | 1     | 2     | 3     | 4    | 5 | * |
| ---------- | ------------------ | ----- | ---------------- | ----- | ----- | ----- | ---- | - | - |
| 01.1981    | AS Cannes          | 3:0   | Maccabi Tel Awiw | ?     | ?     | ?     |      |   |   |
| 01.1981    | AS Cannes          | 3:0   | Maccabi Tel Awiw | ?     | ?     | ?     |      |   |   |
| 01.1981    | VC Hörmann Genk    | 1:3   | Amaro Più Loreto | ?     | ?     | ?     | ?    |   |   |
| 01.1981    | VC Hörmann Genk    | 0:3   | Amaro Più Loreto | ?     | ?     | ?     |      |   |   |
| 10.01.1981 | Santal Parma       | 3:0   | Zaan '69         | 15:12 | 15:9  | 15:4  |      |   |   |
| 17.01.1981 | Santal Parma       | 3:1   | Zaan '69         | 15:13 | 11:15 | 15:12 | 15:5 |   |   |
| 01.1981    | Kruikenburg Ternat | 2:3   | AS Grenoble      | ?     | ?     | ?     | ?    | ? |   |
| 01.1981    | Kruikenburg Ternat | 2:3   | AS Grenoble      | ?     | ?     | ?     | ?    | ? |   |

### Turniej finałowy
Tabela
| Lp. | Drużyna          | Pkt | Mecze | Mecze | Mecze | Sety | Sety | Sety  |
| Lp. | Drużyna          | Pkt | M     | W     | P     | wyg. | prz. | ratio |
| --- | ---------------- | --- | ----- | ----- | ----- | ---- | ---- | ----- |
| 1   | AS Cannes        | 6   | 3     | 3     | 0     | 9    | 3    | 3.000 |
| 2   | Amaro Più Loreto | 5   | 3     | 2     | 1     | 8    | 4    | 2.000 |
| 3   | Santal Parma     | 4   | 3     | 1     | 2     | 5    | 6    | 0.833 |
| 4   | AS Grenoble      | 3   | 3     | 0     | 3     | 0    | 9    | 0.000 |

Źródło: www.historia.azsnysa.pl
Punktacja: zwycięstwo – 2 pkt; porażka – 1 pkt
Wyniki spotkań
| Data       | Drużyna 1        | Wynik | Drużyna 2        | 1 | 2 | 3 | 4 | 5 | * |
| ---------- | ---------------- | ----- | ---------------- | - | - | - | - | - | - |
| 20.02.1981 | Amaro Più Loreto | 3:1   | Santal Parma     | ? | ? | ? | ? |   |   |
| 20.02.1981 | AS Cannes        | 3:0   | AS Grenoble      | ? | ? | ? |   |   |   |
|            |                  |       |                  |   |   |   |   |   |   |
| 21.02.1981 | AS Cannes        | 3:2   | Amaro Più Loreto | ? | ? | ? | ? | ? |   |
| 21.02.1981 | Santal Parma     | 3:0   | AS Grenoble      | ? | ? | ? |   |   |   |
|            |                  |       |                  |   |   |   |   |   |   |
| 22.02.1981 | AS Cannes        | 3:1   | Santal Parma     | ? | ? | ? | ? |   |   |
| 22.02.1981 | Amaro Più Loreto | 3:0   | AS Grenoble      | ? | ? | ? |   |   |   |

## Klasyfikacja końcowa
| Miejsce | Drużyna          |
| ------- | ---------------- |
| 1.      | AS Cannes        |
| 2.      | Amaro Più Loreto |
| 3.      | Santal Parma     |
| 4.      | AS Grenoble      |